# Sergei Barsov
Sergei Barsov is een personage uit de James Bondfilm The Spy Who Loved Me (1977), dat werd vertolkt door de Engelse acteur Michael Billington.
Sergei Barsov is een Russische agent en werkt voor General Gogol, net als zijn geliefde Major Anya Amasova. Hij verschijnt voor het eerst met Anya in bed in Moskou, maar nadat ze gevreeën hebben moet hij vertrekken voor zijn missie in Oostenrijk, waar James Bond zelf de liefde aan het bedrijven is met zijn nieuwe vriendin. Maar als Bond opgeroepen wordt zich te melden bij het hoofdkwartier, skiet hij ervandoor op de bergen van de Oostenrijkse Alpen. Maar nadat Bond vertrokken is blijkt dat zijn meisje samenwerkt met Barsov en zij meldt dat Bond vertrokken is. Barsov doet hier een poging Bond te vermoorden tijdens een ski-confrontatie, Bond weet Barsov aan zijn einde te laten komen door hem met zijn speciale skistok neer te schieten en zelf met een parachute te ontsnappen. Bond ontmoet op zijn nieuwe missie Anya Amasova en begint zelf een relatie met haar, maar uiteindelijk ontdekt zij dat Bond haar geliefde vermoord heeft in Oostenrijk en wil hierom Bond vermoorden.